# Piet Drescher
Piet Drescher (* 1940 in Berlin) ist ein deutscher Schauspieler und Regisseur.

## Leben
Piet Drescher besuchte von 1960 bis 1962 die Staatliche Schauspielschule Berlin um anschließend als Schauspieler, Assistent und Regie-Anfänger an den Theatern in Stendal, Gera und Parchim zu arbeiten. 1967 bis 1971 erhielt er unter der Intendanz von Helene Weigel am Berliner Ensemble, als Schüler von Manfred Wekwerth, eine Regie-Aspirantur. Gleichzeitig wirkte er als Dozent an der Staatlichen Schauspielschule in Berlin und ging 1971 mit fast einer kompletten Absolventengruppe an das Schauspielhaus Karl-Marx-Stadt. Mit diesem legendären Ensemble feierte er als Regisseur große Erfolge, besonders mit den aufgeführten Klassikern. Ab 1979 arbeitete er freiberuflich in Berlin am Berliner Ensemble, Maxim-Gorki-Theater und am Deutschen Theater. 1983 wurde Piet Drescher Oberspielleiter am Hans Otto Theater in Potsdam und auch am Schauspielhaus Dresden war er ab 1985 fest engagiert.
1986 verließ Piet Drescher die DDR, um sich am Schauspiel Köln und ab 1989 am Volkstheater Wien neuen Aufgaben zuzuwenden. 1991 kehrte er wieder nach Berlin zurück und nahm seine Lehrtätigkeit an der Hochschule für Schauspielkunst „Ernst Busch“ wieder auf, von 1995 bis 2006 als ordentlicher Professor.
Gastarbeiten führten ihn nach Zürich (Neumarkt). St. Gallen, Bern, Bonn, Bremen, an das Renaissance-Theater Berlin und nach Baden-Baden. Für das Fernsehen inszenierte er mehrere Theaterstücke.
Piet Drescher ist Akademie-Mitglied des Wiener Nestroy-Theaterpreises.

## Filmografie
- 1971: Optimistische Tragödie (Darsteller)
- 1971: Rottenknechte (Darsteller – Fernsehfilm, 5 Teile)
- 1978: Der Held der westlichen Welt (Studioaufzeichnung)

## Theater
- 1967: Das blaue Licht Autor und Regie (Landestheater Parchim)
- 1969: Erwin Strittmatter: Katzgraben Regie mit Hans-Georg Voigt (Berliner Arbeiter-Theater)
- 1971: Bertolt Brecht: Der gute Mensch von Sezuan Regie mit Hartwig Albiro (Schauspielhaus Karl-Marx-Stadt)
- 1972: Sophokles: Antigone (Schauspielhaus Karl-Marx-Stadt)
- 1973: Volker Braun: Hinze und Kunze (Schauspielhaus Karl-Marx-Stadt)
- 1974: Seán O’Casey: Rote Rosen für mich (Schauspielhaus Karl-Marx-Stadt)
- 1974: Pablo Neruda: Glanz und Tod des Joaquin Murietä (Schauspielhaus Karl-Marx-Stadt)
- 1975: Alexander Wampilow: Der ältere Sohn (Maxim-Gorki-Theater Berlin)
- 1975: Rudi Strahl: Ein irrer Duft von frischem Heu (Maxim-Gorki-Theater Berlin)
- 1975: Franz Xaver Kroetz: Weitere Aussichten (Schauspielhaus Karl-Marx-Stadt)
- 1976: Johann Wolfgang von Goethe: Faust. Der Tragödie erster Teil (Schauspielhaus Karl-Marx-Stadt)
- 1978: William Shakespeare: Macbeth (Schauspielhaus Karl-Marx-Stadt)
- 1980: Volker Braun: Simplex deutsch (Berliner Ensemble – Probebühne)
- 1980: Federico Garcia Lorca: Bernarda Albas Haus (Deutsches Theater Berlin)
- 1982: Johann Wolfgang von Goethe: Faust. Der Tragödie zweiter Teil (Schauspielhaus Karl-Marx-Stadt)
- 1983: William Shakespeare: Hamlet (Hans Otto Theater Potsdam)
- 1983: Heinrich von Kleist: Der zerbrochne Krug (Hans Otto Theater Potsdam)
- 1985: Peter Shaffer: Amadeus (Schauspielhaus Dresden)
- 1986: Eugene O’Neill: Eines langen Tages Reise in die Nacht (Schauspielhaus Dresden – Kleines Haus)
- 1987: William Shakespeare: Mass für Mass (Schauspiel Köln)
- 1990: Elfriede Jelinek: Krankheit oder moderne Frauen (Volkstheater Wien)
- 1990: Gotthold Ephraim Lessing: Minna von Barnhelm (Volkstheater Wien)
- 1991: Gustav Ernst: Tausend Rosen (Volkstheater Wien)
- 1991: Bertolt Brecht: Die Dreigroschenoper (Volkstheater Wien)
- 1993: Johann Wolfgang von Goethe: Faust. Der Tragödie erster Teil (Berliner Arbeitertheater)
- 1995: Kevin Elyot: Meine Nacht mit Reg ( Renaissance-Theater Berlin)
- 1996: Bertolt Brecht: Das wirkliche Leben des Jakob Geherda (Renaissance-Theater Berlin)
- 1996: Georg Kaiser: Zwei Krawatten (Volkstheater Wien)
- 1997: Hans Magnus Enzensberger: Voltaires Neffe (Renaissance-Theater Berlin)
- 1999: Friedrich Schiller: Die Räuber (Hans Otto Theater Potsdam)
- 2001: Georg Büchner: Woyzeck (Theater St. Gallen Schweiz)
- 2005: William Shakespeare: Was ihr wollt Regie mit Robert Borgmann (Berliner Arbeitertheater)
- 2009: Fritz Kater: Heaven (Berliner Arbeitertheater)
- 2011: Oliver Bukowski: Der Heiler (Deutsches Theater Berlin)
- 2014: William Shakespeare: Ein Sommernachtstraum (Theater Baden-Baden)

## Eigene Werke
- Belli, Maxe und Gespenster, UA 1965 (Theater der Jungen Garde Halle)[1]
- Das blaue Licht, UA 1967 (Landestheater Parchim)[2]

## Auszeichnungen
- 1970: Kritikerpreis der Berliner Zeitung für die Inszenierung von Katzgraben gemeinsam mit Hans-Georg Voigt im (Berliner Arbeiter-Theater)[3]
- 1977: Kulturpreis Kurt Barthel für die Inszenierung von Faust. Der Tragödie erster Teil gemeinsam mit Lothar Bellach im (Schauspielhaus Karl-Marx-Stadt)[4]
- 1989/1990: Karl-Skraup-Preis